# The Motors
The Motors war eine britische Rockband der späten 1970er-Jahre. Sie wurde 1976 in London gegründet.

## Bandgeschichte
Nach der Auflösung der Band Ducks Deluxe gründeten die beiden Musiker Nick Garvey (Gesang, Gitarre) und Andy McMaster (Bassgitarre) 1976 zusammen mit dem Sänger und Gitarristen Bram Tchaikovsky und dem Schlagzeuger Ricky Slaughter die Band The Motors.
1977 erschien unter dem Titel Motors 1 das Debütalbum der Band. Die erste Single aus dem Album, Dancing the Night Away, erreichte Platz 42 der britischen Singlecharts.
Der internationale Durchbruch gelang The Motors 1978 mit dem Album Approved by the Motors. Die erste ausgekoppelte Single Airport erreichte in Großbritannien die Top 10 der Charts und wurde auch in Deutschland ein Hit.
Nach diesem Erfolg trennten sich Tchaikovsky und Slaughter von der Band. Garvey und McMaster veröffentlichten zusammen noch ein drittes Album der Motors, das aber nicht mehr an den Erfolg der ersten beiden Alben anknüpfen konnte. 1982 wurde die Band endgültig aufgelöst.

## Diskografie

### Alben
- 1977: Motors 1
- 1978: Approved by the Motors
- 1980: Tenement Steps

### Singles
- 1977: Dancing the Night Away
- 1977: Be What You Gotta Be
- 1977: Cold Love
- 1978: Sensation
- 1978: Airport
- 1978: Forget About You
- 1978: Today
- 1980: Love and Loneliness
- 1980: That’s What John Said
- 1980: Tenement Steps
- 1980: Metropolis
- 1981: Dancing the Night Away